# Lodrino, Ticino
Lodrino  är en ort i kommunen Riviera i kantonen Ticino, Schweiz. 
Lodrino var tidigare en självständig kommun, men 2 april 2017 blev Lodrino en del av nybildade kommunen Riviera.